# تشاه هندران (حومة لنجة)
تشاه هندران (بالفارسية: چاه هندران) هي قرية تقع في إيران في مهران.